# کیکو یوشیتومی
کیکو یوشیتومی (انگلیسی: Keiko Yoshitomi؛ زادهٔ ۸ آوریل ۱۹۷۵) بدمینتون‌باز زن اهل ژاپن بود.